# Utricularia biloba
Utricularia biloba är en tätörtsväxtart som beskrevs av Robert Brown. Utricularia biloba ingår i släktet bläddror, och familjen tätörtsväxter. Inga underarter finns listade i Catalogue of Life.